# 瓦胡 (佛羅里達州)
瓦胡（英語：Wahoo）是位於美國佛羅里達州薩姆特縣的一個非建制地區。該地的面積和人口皆未知。

## 地理
瓦胡的座標為28°41′26″N 82°11′44″W / 28.69056°N 82.19556°W，而該地的平均海拔高度為15米（即49英尺）。